# Boris Tatushin
Boris Georgiyevich Tatushin (Moscou, 31 de março de 1933 - 15 de janeiro de 1998) foi um futebolista soviético, campeão olímpico. 

## Carreira
Boris Tatushin fez parte do elenco medalha de ouro, nos Jogos Olímpicos de 1956.